# سانت اوي (كورنوال)
سانت اوي (بالإنجليزية: St Ewe)‏ هي قرية و أبرشية مدنية تقع في المملكة المتحدة في إنجلترا. يقدر عدد سكانها بـ 461 نسمة .